# Колонізація Бессарабії

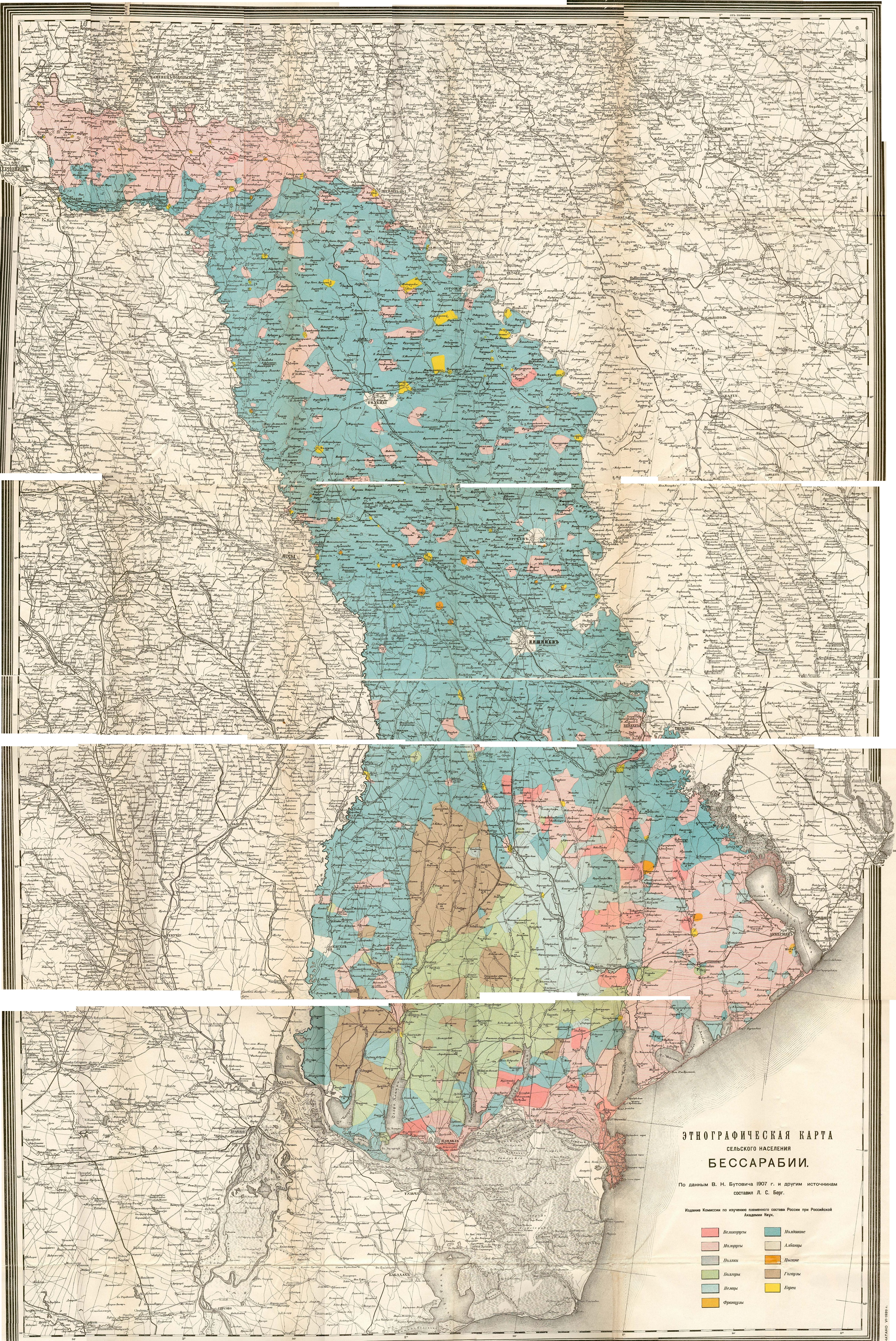
Етнічна карта Бессарабії 1907 р. (упорядник Лев Берг).

Колонізація намісництва Бессарабія — інтенсивний процес імміграції та колонізації, що відбувався в царській Бессарабії, як складовій частині Російської імперії, протягом 1812–1917 років (найактивніше — у першій половині XIX століття), процес, який мав довготривалі наслідки для населення та етнічного складу території між Прутом і Дністром.
105-річне російське правління, яке почалося в 1812 році в східній частині середньовічної Молдови, прагнуло послабити автохтонний елемент, залучаючи сприятливі процарські елементи, підтримувало політику масової імміграції з сусідніх губерній і країн, що призвело до серйозні зміни в етнічній структурі Бессарабії. Територіально імміграція не була рівномірною, тому на малозаселених землях півдня Бессарабії (наприклад, Аккерманщині) українці чисельно переважали молдован, тоді як у добре залюдненій сільській місцевості центру губернії молдаван залишалася в більшості.

## Контекст

### Анексія

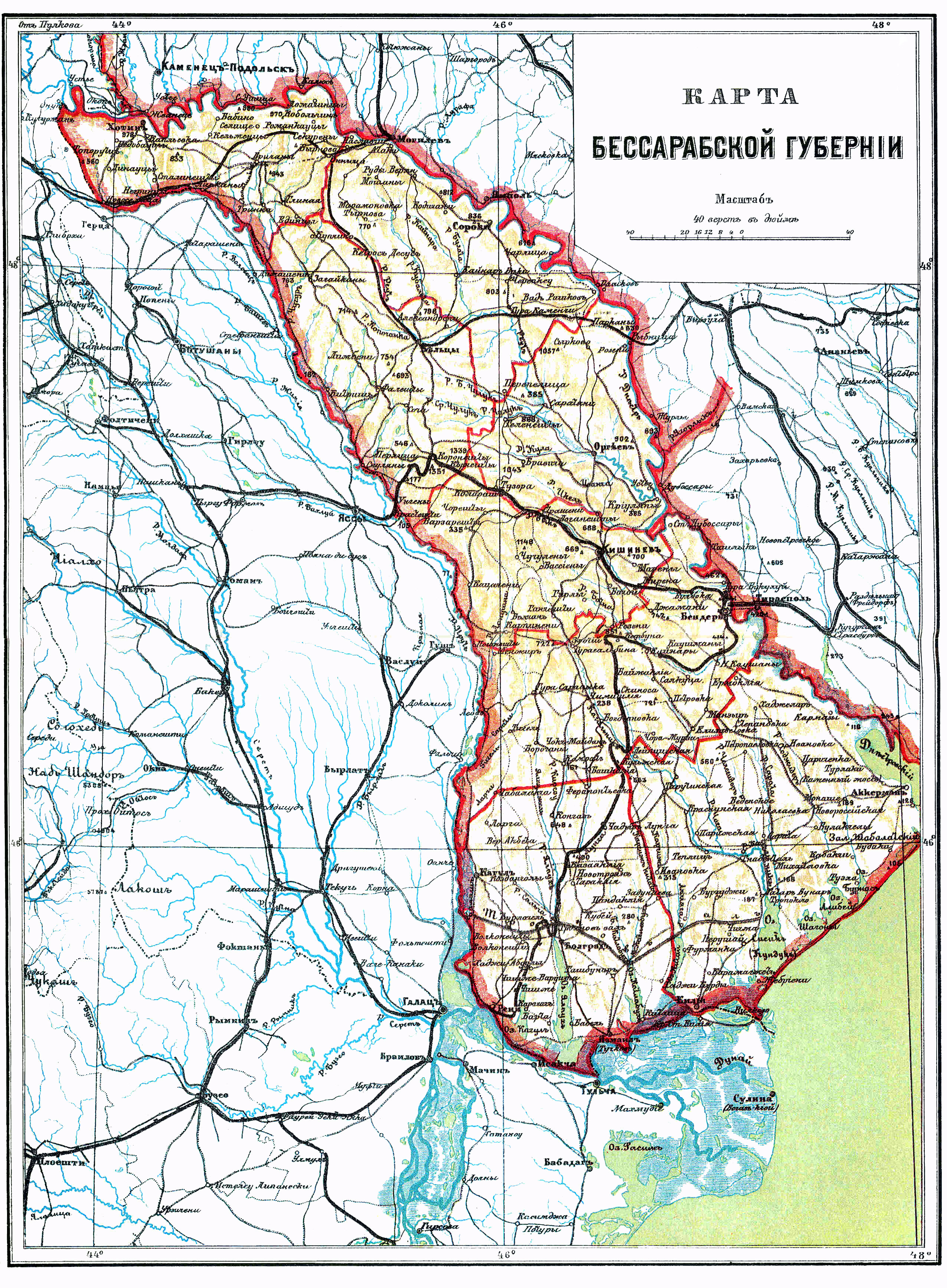
Бессарабська губернія

Коли Російська імперія помітила послаблення Османської імперії, вона зайняла східну половину Молдавського князівства, між Прутом і Дністром. Після цієї аккції відбулася шестилітня війна, якя була завершена Бухарестським договором, підписаним 16/28 травня 1812 року між Російською імперією та Османською імперією, наприкінці війни 1806—1812 років, Росія поступилася територію східної Молдавії між Прутом і Дністром, яку вона приєднала до Хотинської землі та відібраної у турків Бессарабії/Буджака, назвавши всю новоприєднану територію Бессарабією (у 1813 р.) і перетворивши її на губернаторство, поділене на десять повітів(Хотинський, Сороцький, Бєльцький, Оргеєвський, Лапушнинський, Кишинівський, Кахулський, Ізмаїлський і Аккерманський, столицею губернії став Кишинів.

#### Демографічна ситуація на момент анексії
Ще до 1812 року російська окупаційна адміністрація робила деякі підрахунки щодо кількості мешканців Князівства, в тому числі в межиріччі Пруту та Дністра. Подаючи ситуацію до 1806 р., царські чиновники показали, що територія була недостатньо заселеною. Під час російсько-турецької війни (1806–12) багато сіл переселилося за Прут. У 1810 році, за неповними даними, зібраними росіянами, між Прутом і Дністром проживало 327 199 осіб, з яких лише близько 7-8 % були нерумунами. На думку Замфіра Раллі-Арборе, до анексії в краю проживало не більше 25-30 тисяч жителів нерумунського походження.
Після закінчення наполеонівських війн у 1816–1817 роках російський уряд організував перепис населення, який дає точніші дані про кількість жителів та етнічний склад населення. Перепис встановив загальну чисельність населення провінції в 96 526 сімей. Але й ця інформація не є повною, оскільки, як повідомляє оргеївський управитель, багато селян, «побачивши це писання, злякавшись, почали тікати з сіл і переселятися». Беручи до уваги демографічні явища та реалії того періоду, отримуємо такі дані: румуни становили понад 76 % усього населення, тоді як друга за величиною етнічна група, українці, становила 8,7 %, а інші сім національностей менше 15 %..

### Передумови колонізації
За часів царського правління населення краю зросло з приблизно 493 000 осіб у 1817 році до 2 687 000 у 1915 році. Збільшення відбулося не стільки за рахунок природного приросту, скільки в основному за рахунок масових колонізацій, проведених царською адміністрацією. За період 1837—1857 рр. офіційна статистика свідчила, що в середньому щорічно на Придністров'я привозилося понад 21 тис. поселенців.
Вже на початку російсько-турецької війни 1806—1812 років південь Бессарабії, покинутий кількома тисячами ногайських татар, які переселилися в Добруджу, став територією, придатною для колонізації. З цією метою в 1808–1809 роках царська влада виселила з цих теренів решту ногайських татар у Крим, а їхні землі стали власністю Російської держави. Ці землі російська адміністрація вирішила колонізувати етнічними спільнотами, які будуть вдячні та лояльні до режиму.
Процес колонізації Бессарабії, особливо південних районів, розпочався задовго до офіційного включення краю до складу імперії. У 1812 році адмірал Цяков повідомляв царя Олександра I, що його попередник, генерал Кутузов, створив сприятливі умови в Бессарабії, допомагаючи колоністам «оселитися дешево і відповідно до звичаїв людей цих земель». У той же час румуни, які втекли за Прут через страх перед «москальським рабством», поступово почали повертатися до своїх домівок після того, як влада пообіцяла поважати старі молдавські традиції та звичаї. До землі також залучалися російські дворяни та офіцери, яким надавалися великі маєтки. Так, граф Бекендорф і граф Канкрін отримали по 28 тис. десятин землі, граф Нессельроде і генерал Сабанєєв по 10 тис. десятин і т. д. Всього за російськими дворянами були закріплені землі в Ізмаїльському, Бендерському й Аккерманському повітах.
Переслідуючи численні цілі, протягом XIX століття російська влада стимулювала поселення в Бессарабії поселенців (козаків, болгар, гагаузів, німців, швейцарців, албанців, греків та ін.) та іммігрантів (російських і українських селян і євреїв).

## Колонізація
Серед перших поселенців були дунайські козаки, які були поселені в Бужаці в 1807 році за наказом головнокомандувача царської армії на Дунаї Міхельсона.

### Болгари і гагаузи
До, під час і після закінчення російсько-турецької війни (1806—1812) Південна Бессарабія почала колонізуватись болгарами та гагаузами. Перші були партизанами росіян під час російсько-турецьких війн і відступили з ними після укладення мирів, коли боялися репресій з боку турків. Інші були християнізованими тюрками з Болгарії та Добруджі, але розмовляли чистішою мовою, ніж власне турецька, змішаною з арабськими елементами. Через важке життя вони супроводжували болгар у їхніх мандрівках з півночі Дунаю. Переселення болгар і гагаузів відбувалося в 1808, 1812, 1828, 1830-1834 роках, і їх центр був навколо міста Болград.
23 лютого 1832 року Микола I затвердив назви болгарських і гагаузьких колоній: Беімагала, Бургугі, Чамчик, Чумлекій, Кюрютнеа, Купором, Кулевча, Делелере, Драгодан, Дермент-Дере, Девлет-Агачі, Ферапонтієвка, Іскополос, Ізерлі, Главан, Гюльмен, Голіца, Пандаклі, Селіоглу, Табак, Траяну Вечі, Трапоклу, Твардіца, Вайсал тощо.
Болгари і гагаузи звільнялися від військової повинності на 50 років. Їм гарантувалася свобода віросповідання та професій. Крім того, вони отримали право виробляти ракію без будь-яких обмежень. До 1827 року в Бужаці було засновано 42 болгарські та гагаузькі колонії. Значне збільшення чисельності цих етносів відбулося після російсько-турецької війни 1828—29 і Кримської війни 1853—56.
У 1841 році в 73 болгарських і гагаузьких колоніях проживало понад 64 000 жителів (включаючи молдован). У руках болгар і гагаузів з трьох південних повітів у 1853 році було 527,6 тис. десятин орної землі.

### Німці

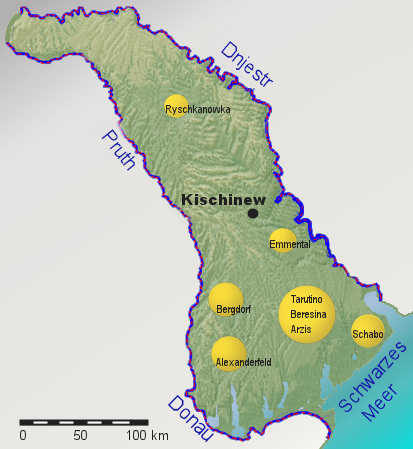
Розташування німецьких колоній в Бессарабії на ст століття двадцятий

Німецькі поселенці були привезені переважно з польських і балтійських регіонів хвилями, які охоплювали роки: 1814, 1816, 1817, 1833, 1834, 1836, 1839 і 1842 роки.
У 1814 році німці заснували свою першу колонію Тарутине на півдні Бессарабії, а з 1815 року утворилися німецькі колонії: Красне, Кльостіц, Кульм, Віттенберґ, потім, з 1816 року, були засновані німецькі поселення: Арциз, Березине, Бородіно, Брієнн і Ляйпціґ. У 1821 році була заснована колонія Кацбах, а в 1822 році — колонія Сарата. Того ж року указом Олександра І німецькі та болгарські переселенці звільняються від сплати податку державі за деревину, що привозиться з Херсона для будівництва будинків і громадських споруд. Пізніше також були утворені колонії: Альт-Постталь, Вершанпенаус (1823), Гнаденталь (1830), Фріденсталь (1833) та ін.
Німці отримали спеціальні умови для поселення в Південній Бессарабії. Вони звільнялися від податків і пільг на десять років; вони отримали від держави десятирічну позику; отримували щоденну грошову допомогу продуктами харчування з моменту поселення в Бессарабії до збору першого врожаю; вони звільнялися від будь-якої військової служби; їм гарантувалася повна свобода віросповідання. За цих умов не було нічого дивного в тому, що, окрім німецьких поселенців із Варшавського герцогства, до Бессарабії воліли приїжджати також жителі з власне Німеччини, особливо з Баварії, Вюртемберга тощо.
Німецькі переселенці отримували по 60 десятин землі на сім'ю, гроші на ведення власного господарства, назавжди звільнялися від рекрутської повинності і на 10 років від сплати повинностей і податків. Колоністи користувалися свободою будувати церкви, наймати священнослужителів і сповідувати власну релігію без обмежень. У результаті в 1814–1842 роках було засновано 24 німецькі колонії. У 1856 році в краї проживало 24 159 німців. Ці поселенці привезли сучасні методи і прийоми землеробства, кращі породи тварин, зразкову серйозність і порядок. Поселившись спочатку в південній частині провінції, німці з часом поширилися також і в центральних областях Бессарабії (Стримбені в 1881 р., Альт-Онешті в 1885 р., Бальмазі і Емменталі в 1886 р., Гіртенхаймі в 1887 р. тощо).

### Українці
Дослідники вказували, що русини були корінним населенням краю. Олександр Афанасьєв-Чужбинський доводив, що русинии раніше займали і середню частину Бессарабії, про що свідчать назви населених пунктів. На його думку, найімовірніше, «руснаки омолдаванилися». Деякі селища, населені нині винятково молдаванами, носять назви суто русинські (Єкимоуци — Єкимівці, Маркоуци — Марківці, Косоуци — Косівці, Коржеуци — Коржевці. Дослідник вказав, що русини як характером, так і способом життя не надто відрізнялися від молдаван. Він вважав, що мова русинів — «особлива галузь малоросійської говірки» — говірка «вельми давня, не піддана подальшим змінам».
Північно-західна частина Хотинського повіту та береги Дністра зберігали домінування українського етнічного елементу. З початку XVIII століття внаслідок релігійних утисків і кріпацтва селяни з Галичини та Поділля переселялися на територію Молдавського князівства, особливо в Хотинщину.
Після 1812 року внаслідок відкриття колишнього кордону українці Наддніпрянщини почали переселятися за Дністер. Новій хвилі поселення українців у Бессарабії сприяли пільги, надані новоприбулим у намісництві. Українці прийшли як сільськогосподарські робітники, торговці, писарі, військові, священики. Брак земельних угідь змушував русинів півночі Бессарабії переселятися в центральну і південну частини краю. У період з 1828 р. рух за переселення на казенні землі став масовим, особливо сильним він був у північних повітах — Хотинському, Сорокському, Ясському. Там особливо гострими були питання малоземелля і поміщицького гніту. З 1836 по 1845 рр. на південь із північних і центральних повітів втекло 500 родин. Зокрема, хотинські русини заселили Чимишлію (колишнє татарське селище) Бендерського повіту, в Аккерманському повіті заснували Степанівку і Райлянку (заснована жителями с. Карликова Хотинського повіту в кількості 119 сімей, приблизно в 1830 р.). На місці нинішньої Чимишлії було татарське селище, перші поселенці з'явилися у 1820-ті рр. з півночі Молдавії. Їхня чисельність у 1820 р. становила 612 осіб, у 1830-му — 1093, у 1840-му — 1447, у 1850-му — 1664 особи. Про те, що Степанівка і Райлянка засновані русинами, писав і Олександр Кочубинський.
У десятиліття напередодні Першої світової війни Селянський банк (інституція, призначена для підтримки капіталістичного розвитку сільського господарства) намагалася заселити українцями територію вздовж Пруту. У 1897 р. в Аккерманському і Хотинському повіті вони склали значну масу (26,7 % землі Аккерманщини і, більшість, 53,2 % у Хотинщині) і сприяти асиміляції румунського елементу.
Хоч північ і північний захід Бессарабії зберігали український характер, але в центрі домінували молдавани. Більш того, на теренах контакту двох етнічних груп українці поступово румунізувалися. Історик Лев Берг визнав:
|  | Слід зазначити, що русини Хотина, де вони контактують з молдованами, румунізуються. Так, село Коленцауци населене румунізованими русинами… Ряд дослідників відзначають цю молдованізацію русинського населення, яка поширюється не лише на мову, але й на спосіб життя. |

Петро Нестеровський завершує:
|  | Буває так, що ви в'їжджаєте в село тут [у Хотинському повіті] і не знаєте, де ви знаходитесь, серед молдован чи серед русинів. Навколо можна почути русинську мову, але решта — молдавська. |

Суть цього явища передає молдавське прислів'я: «Тата рус, мама рус, нумай Іван — молдован» (батько — русин, мати — русинка, а Іван — молдаванин).

### Росіяни
Першою категорією російських селян, які прибули до Бессарабії, були так звані «втікачі». У XVIII—XIX століттях багато російських селян переселялися в Бессарабію «як сарана». У царській Росії поширювалися різноманітні «плітки», «фальшиві новини» («чутки»), як-от Бессарабія «земля золота», «земля небесна», «рай». Ось чому ці кріпаки не хотіли більше працювати безкоштовно, за безцінь, на російських поміщиків. Вони залишали свої домівки і ховалися в інших намісництвах, зокрема в Бессарабії. Тільки за 1810-1811 рр. до Буджака прибуло понад 15 тис. російських і українських селян-утікачів. Якщо в 1812 році в 12 російських селах Бужака проживало 312 сімей, то в 1822 році вже понад 1248 російських сімей.
Другою категорією російських селян, які колонізували Бессарабію, були «липовани», представники староправославного обряду. Вони не прийняли церковної реформи патріарха Никона 1655–1656 рр. і розійшлися в кількох регіонах сусідніх країн, також у Бессарабію. Жили відокремлено від молдаван, займалися землеробством, городництвом і домашнім промислом, не вивчали румунську мову, застосовували звичаї старого православного обряду. У 1868 році в Бессарабії проживало 9800 липован. За даними, опублікованими І. Анцуповим, у 1861–1865 рр. в Оргеєвському повіті проживало 865 липован, у тому числі 250 у Теленештській гміні. Вони також проживали в селах Іванча та Ізбіште. З 1656 по 1903 рік близько 10 000 липован оселилися в північній частині Бессарабії.
Третю категорію російських селян, які прибули до Бессарабії, становили селяни-поселенці, привезені царською адміністрацією. 21 вересня 1826 року було підтверджено рішення про переселення до Бессарабії 20 тис. селян Чернігівської, Полтавської, Орловської, Курської, Калузької, Тульської та Рязанської губерній.

### Євреї

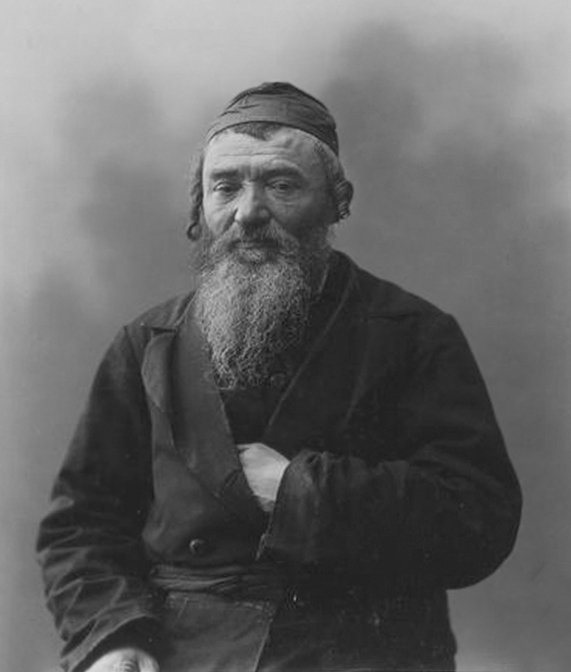
Бессарабський єврей

До моменту анексії 1812 року в Бессарабії постійно проживала єврейська громада, яка налічувала близько 20 000 осіб. Було 16 єврейських шкіл з 2100 учнями та 70 синагог. Регіон став чимось на зразок центру івритної та їдишної літератури. До 1836 року єврейське населення зросло до 94 045 осіб, а в 1897 році громада нараховувала вже 228 620 євреїв (11,8 % населення губернії). Ближче до кінця ХІХ століття євреї становили близько половини населення Кишинева, в кількості 125 000 осіб.
У першій половині ХІХ століття бессарабські євреї не підпадали під дію жорстких російських указів, спрямованих проти євреїв. До 1835 року, коли Бессарабія поступово втрачала свою автономію, а русифікаторські дії помножувалися, російські закони, спрямовані проти євреїв, поширювалися і на євреїв намісництва. У 1869, 1879 і 1891 роках були видані укази про заслання євреїв з різних міст.
У 1903 році, під час Великодня, 6-7 квітня 1903 року, в Кишиневі стався перший єврейський погром, в результаті якого було вбито 49 євреїв, близько 500 поранено, сотні єврейських будинків і крамниць були серйозно пошкоджені, близько 2 тис. Єврейські родини залишилися без даху над головою.
Другий Кишинівський погром відбувся 19–20 жовтня 1905 року, під час якого було вбито 19 і поранено 56 євреїв. Цього разу деякі євреї організували загони самооборони, щоб захистити свою громаду. Відома поема Ве-Ір га-Харегах («У місті різанини») авторства Хаїма Нахмана Бялика була написана після другої різанини єврейської громади Кишинева. Погроми 1903 і 1905 років сильно вплинули на єврейську громаду в Бессарабії. Як наслідок — тисячі євреїв іммігрували до Сполучених Штатів.

### Швейцарці
Швейцарські поселенці були привезені в район сучасного міста Шабо (Одеська область), безпосередньо біля гирла Дністра. Більшість із них походили з району Базеля, який зіткнувся з великими економічними труднощами. До речі, і сьогодні в Базелі є вулиця під назвою Bassarabien Strasse. Інші походили з району Во, поблизу берегів Женевського озера, відомого в той час своїм виноградарством. Організатором перевезення швейцарців до Бессарабії був наставник російського імператора Олександра I Фредерік-Сезар де Ла Арп. У 1821 році він отримав імператорський указ, який пропонував швейцарцям значну територію для ферм, звільнення від військової служби, свободу віросповідання та звільнення від податків на 10 років. Перші швейцарці почали прибувати до Бессарабії наступного року (1822).
Швейцарці, кальвіністського віросповідання, побудували одне з найкрасивіших поселень Бессарабії. Їхні будинки, вулиці та протестантська церква вважалися пам'ятками архітектури в районі Бужака, а вина, отримані швейцарськими колоністами, цінувалися як на столах російських магнатів, так і аристократів при царському дворі. Документи свідчать, що стосунки між швейцарськими поселенцями та більшістю румунського населення завжди були чудовими.
Занепад швейцарської колонії в Бужаці почався через кілька десятиліть після того, як поселенці оселилися в Шабі. Царська влада скасувала значну частину привілеїв швейцарських поселенців. Деякі з них були денаціоналізовані. Інші виїхали з Бессарабії після того, як ця провінція була анексована Радянським Союзом.

## Статистичні дані
Етнічна структура в 1817 р.
Етнічний склад 1897 р.

### Етнічна структура
| Група Етнічні | 1817 рік | 1817 рік | 1856 рік | 1856 рік | 1897 рік  | 1897 рік  |
| Група Етнічні | Номер    | %        | Номер    | %        | Номер     | %         |
| ------------- | -------- | -------- | -------- | -------- | --------- | --------- |
| Молдавани     | 377 200  | 76.4     | 676 100  | 68.2     | 920 900   | 47.6      |
| українці      | 43 000   | 8.7      | 126 000  | 12.7     | 382,100   | 19.7      |
| євреї         | 22 100   | 4.5      | 78 800   | 7.9      | 228 200   | 11.8      |
| росіяни       | 10 000   | 2.0      | 20 000   | 2.0      | 155 800   | 8.0       |
| болгари       | 25 200   | 5,1 %    | 48 200   | 4,9 %    | 103 500   | 5.3       |
| гагаузи       | 25 200   | 5,1 %    | 48 200   | 4,9 %    | 56 000    | 2.9       |
| німеці        | 6600     | 1.4      | 24 200   | 2.4      | 60 200    | 3.1       |
| цигани        | 3500     | 0,7      | 11 500   | 1.1      | 8600      | 0,5       |
| греки         | 3200     | 0,6      | 3000     | 0,3      | 2700      | 0,1       |
| вірмени       | 2700     | 0,5      | 2700     | 0,3      | 2100      | 0,1       |
| інші          | –        | –        | 1400     | 0,1      | 17 000    | 0,9       |
| Всього (осіб) | 493 500  | 493 500  | 991 900  | 991 900  | 1 935 400 | 1 935 400 |

### Грамотність
| Етнічна група    | Чоловіки % | Жінки % |
| ---------------- | ---------- | ------- |
| німці            | 63.5       | 62.9    |
| поляки           | 55.6       | 52.9    |
| євреї            | 49.6       | 24.1    |
| білоруси         | 42.3       | 11.5    |
| росіяни          | 39.9       | 21.1    |
| болгари          | 31.4       | 6.4     |
| гагаузи          | 21.1       | 3,4     |
| українці         | 15.3       | 3.1     |
| молдавани/румуни | 10.5       | 1.7     |
| цигани           | 0,9        | 0,3     |

## Результат
Внаслідок колонізаційної політики, яку старанно проводила царська влада, Бессарабія докорінно змінила свій національний устрій. Якщо в 1817 році молдовани становили понад 75 % від загальної кількості населення, то останній царський перепис зафіксував зниження частки румунів нижче 48 % (47,6 %), перетворившись з абсолютної більшості на відносну. Але статистичні дані, отримані російськими чиновниками в епоху абсолютизму, відомого своєю політикою русифікації та гноблення національностей, не можна вважати цілком правдивими. Так, у 1912 році Микола Ласков у ювілейній праці під назвою "Сто років переходу Бессарабії до Росії, 1812—1912 " зазначив:
|  | Найстарішим народом Бессарабії є молдавани, за офіційними даними 48 відсотків, насправді молдавани складають 70 відсотків усього населення. |

Якщо припустити, що певну кількість молдаван, які знають російську мову, перевели в рубрику «росіяни»; У цьому сенсі історик Александру Болдур зробив деякі приблизні розрахунки, показавши, що молдавани могли становити близько 52 % від загальної кількості мешканців краю. Нещодавно дослідник Луї Роман на основі критичного аналізу даних перепису 1897 року дійшов висновку, що де-факто молдовани становили 55,1 %, українці 18,0 %, євреї 12,45 %, росіяни 6,7 %, болгари та гагаузи 4,7 %, інші 3 % населення. всього населення.
Набагато несприятливішою для молдаван стала ситуація в міському середовищі. Політика колонізації землі, привілеї, надані деяким етнічним групам, які осіли на бессарабських ринках і містах, русифікація адміністрації та громадського життя призвели до того, що в 1897 році населення міста складалося з 37,2 % євреїв, 24,4 % % росіян, 15,8 % українців і лише 14,2 % молдован. Також певні зміни відбулися в конфесійній структурі Бессарабії. Наприкінці XIX століття 84,36 % бессарабців були православними, 11,65 % юдеями, 2,88 % протестантами, 0,95 % католиками, 0,13 % представниками інших християнських релігій і 0,03 % мусульманами.

### Бужак

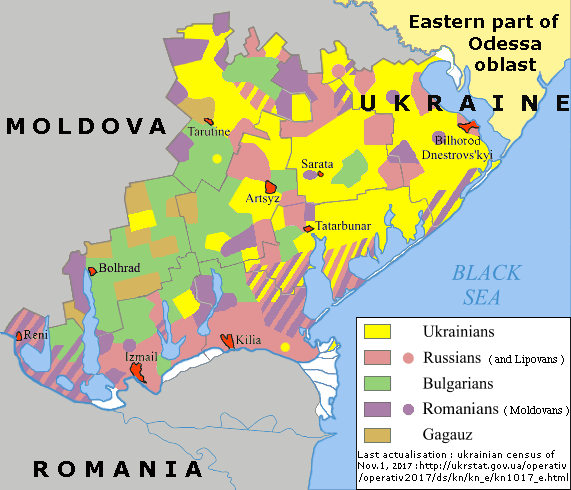
Цей же регіон, за українськими переписами населення ст. XXI.

Після політики колонізації населення Буджака збільшиться з приблизно 40 000 жителів у 1812 році до 297 642 у 1859 році. Під впливом російських адміністративних заходів етнічна структура південної Бессарабії змінилася.
За кілька років Буджак став справжньою мозаїкою національностей. Уже в 1827 році, за статистичними даними, його населення розподілялося так: молдавани 33,6 %, болгари і гагаузи 22,8 %, українці 19,4 %, росіяни і липовани 9,1 %, німці 5,7 %, поляки 2,9 %, євреї 2,4 %, греки 1,9 %, вірмени 0,9 %, інші 1,3 %. Загалом, однак, пропорції залишаться незмінними протягом століття, а молдавани продовжуватимуть утримувати відносну більшість у регіоні.
У лютому 1877 року префект Ізмаїльського повіту доповів прем'єр-міністру Йон Братіану, що в цьому повіті проживає лише 15 % молдаван порівняно з 68 % росіян і болгар. У Болградському повіті молдаван все ще становили більшість із 57 %, тоді як болгари вже досягли 43 %. Після повторного приєднання Південної Бессарабії до Росії (1878 р.) процес зміни етнічної структури території продовжився. За даними останнього російського перепису населення 1897 року, в Бужаці проживало 704 436 осіб (молдавани, росіяни, українці, болгари, гагаузи, німці, греки, албанці, євреї та ін.).

## Галерея зображень

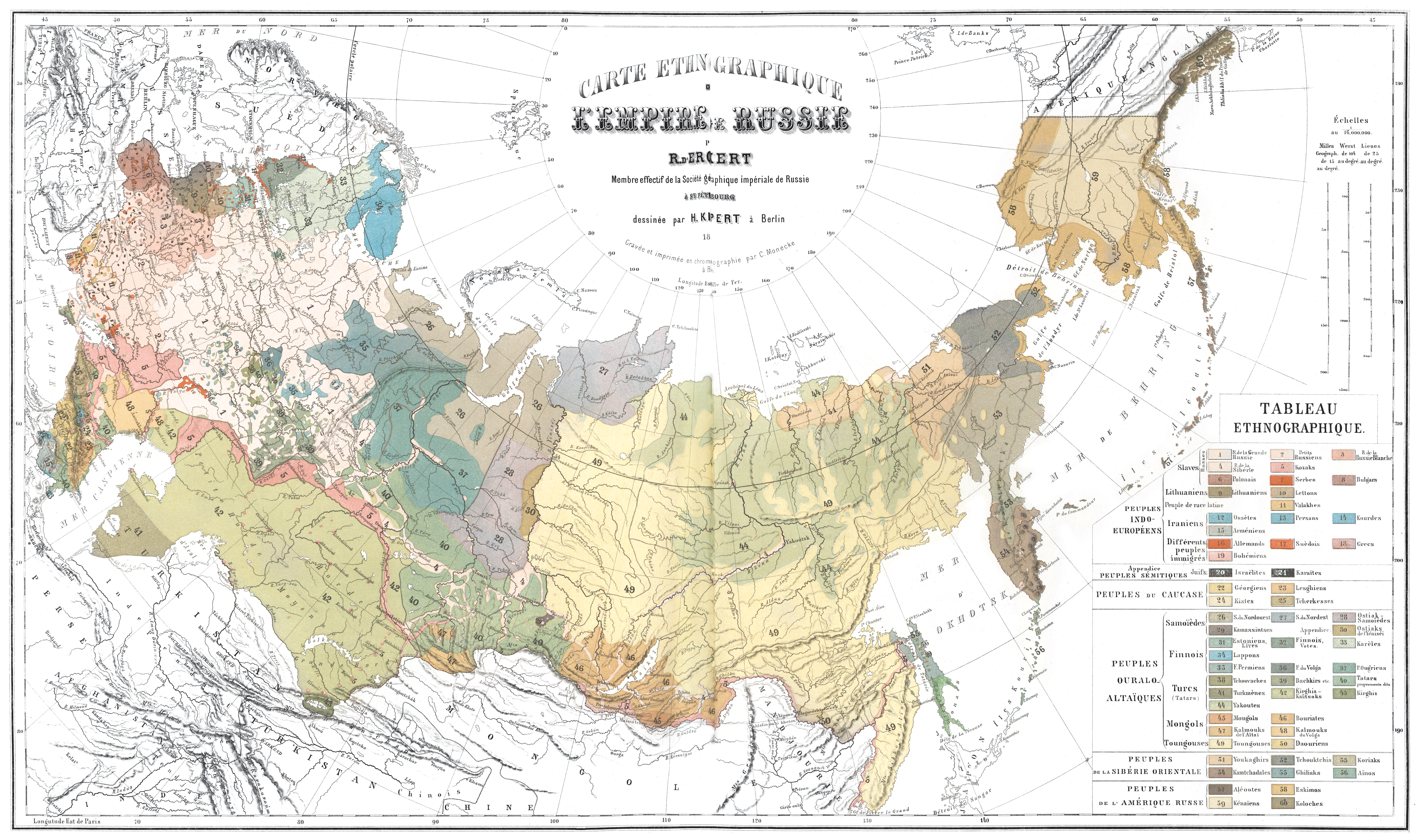
Французька етнічна карта Російської імперії 1862 р. Молдавани фігурують під номером 11 із назвою «валахи» (Влахи), ймовірно, транскрибованою з російського слова «волохи».
Розпорошеність румуномовних у Російській імперії, згідно з переписом 1897 року.